# Phidippus ursulus
Phidippus ursulus là một loài nhện trong họ Salticidae.
Loài này thuộc chi Phidippus. Phidippus ursulus được Edwards miêu tả năm 2004.